# الکتروگالوانیزاسیون
الکتروگالوانیزاسیون فرایندی است که در آن یک لایه فلز روی به سطح فولاد متصل می‌شود تا از خوردگی آن محافظت کند. این فرایند جز فرایندهای آبکاری محسوب می‌شود، استفاده از یک جریان الکتریسیته در یک محلول نمکی روی با آند روی و کاتد فولادی منجر به این فرایند می‌شود. آبکاری روی دارای موقعیت غالب در میان سایر گزینه‌های فرایند آبکاری الکتریکی، بر اساس تناژ آبکاری در سال است. به گفته انجمن بین‌المللی روی، بیش از ۵ میلیون تن فلز روی سالانه برای گالوانیزه گرم و آبکاری استفاده می‌شود. آبکاری روی در ابتدای قرن بیستم توسعه یافت. در آن زمان، الکترولیت بر اساس سیانید بود. نوآوری قابل توجهی در دهه ۱۹۶۰ با معرفی اولین الکترولیت با پایه هیدروکلریک اسید رخ داد. در دهه ۱۹۸۰، بدون استفاده از سیانید، بازگشت به الکترولیت قلیایی صورت گرفت. پرکاربردترین فولاد نورد سرد گالوانبزه، فولاد SECC است. در مقایسه با گالوانیزه گرم آبکاری روی با مزایای قابل توجهی ارائه می‌شود:
- رسوب با ضخامت کم برای دستیابی به عملکرد مشابه
- در دسترس بودن پوشش بیشتر برای افزایش کارایی و رنگ

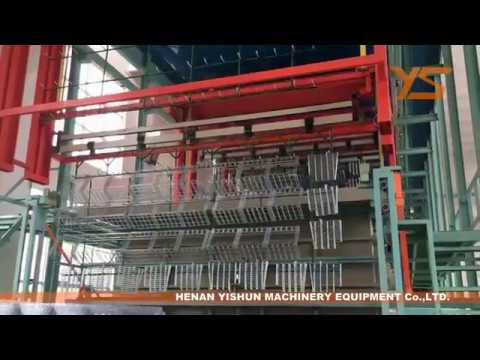
فرایند الکتروگالوانیزاسیون.jpg

- رسوب روشن‌تر و زیباتر

## تاریخچه
آبکاری روی توسعه داده شد و همچنان به تکامل می‌رسد تا به سخت‌ترین چالش‌های حفاظت از خوردگی، درجه حرارت و مقاومت در برابر سایش برسد. آبکاری روی در سال ۱۸۰۰ اختراع شد اما اولین رسوبات روشن تا اوایل دهه ۱۹۳۰ به دست نیامد مگر با الکترولیت سیانید قلیایی. خیلی بعد، در سال ۱۹۶۶، استفاده از حمام اسیدی کلریدی حتی بیشتر روشنایی سطح را بهبود داد. آخرین پیشرفت مدرن در دهه ۱۹۸۰ با نسل جدید پوشش‌ها با عنوان پوشش‌های قلیایی بدون سیانید روی رخ داده‌است. دستورالعمل اخیر اتحادیه اروپا (ELV / RoHS / WEEE) خودروسازان، سایر تولیدکنندگان تجهیزات اصلی (OEM) و تولیدکنندگان تجهیزات الکتریکی و الکترونیکی را از استفاده از کروم با شش ظرفیت (CrVI) محروم کرده‌است. این دستورالعمل‌ها، همراه با افزایش الزامات عملکردی توسط OEM، موجب افزایش استفاده از محلول‌های قلیایی روی، آلیاژهای روی و پوشش‌های تبدیلی سه‌گانه با کیفیت بالا می‌شوند.

## فرایندها
حفاظت در برابر خوردگی که توسط لایه الکترودی از روی ایجاد می‌شود، عمدتاً به دلیل اختلاف پتانسیل الکترودی روی در برابر آهن (و یا سطح زیرلایه) است. روی به عنوان محافظ از آهن (فولاد) عمل می‌کند. در حالی که پتانسیل کاهشی فولاد نزدیک به E SCE = -400 mV است (پتانسیل مربوط به جدول استاندارد پتانسیل کاهشی (SCE)است)، بسته به ترکیب آلیاژ، پتانسیل کاهشی روی در حدود E SCE = -980 mV است. در این فرایند فولاد تحت حفاظت کاتدی قرار می‌گیرد. پوشش‌های تبدیلی (کروم شش ظرفیتی (CrVI) یا کروم سه ظرفیتی (CrIII) بسته به نیاز OEM) برای افزایش شدید محافظت از خوردگی با ایجاد یک لایه مهارکننده ای از کروم و هیدروکسید روی استفاده می‌شوند. بازه ضخامت این فیلم‌های اکسیدی از 10nm برای باریک‌ترین تا ۴μm برای ضخیم‌ترین کروماتهای سیاه می‌باشد.
علاوه بر این، پوشش روی ممکن است توسط یک پوشش فوقانی برای افزایش مقاومت خوردگی و عملکرد اصطکاک تقویت شود.

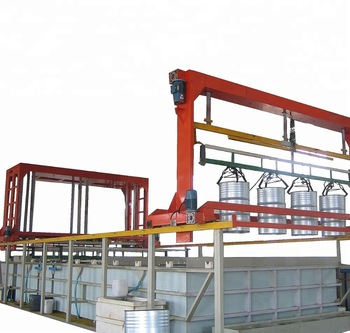
Continuous-electrogalvanizing.jpg

الکترولیت‌های مدرن قلیایی یا اسیدی هستند:

### الکترولیت‌های قلیایی

#### الکترولیت‌های سیانیدی
این الکترولیت‌ها حاوی سولفات سدیم و هیدروکسید سدیم (NaOH) هستند. همه آن‌ها از عوامل روشن‌کننده اختصاصی استفاده می‌کنند. روی به عنوان یک ترکیب سیانیدی Na2Zn(CN)4 و همچنین یک ترکیب زینکاته Na2Zn([[[:en:Hydroxide|OH]]])4 محلول است. کنترل کیفیت این الکترولیتها نیاز به تجزیه و تحلیل منظم Zn, NaOH و NaCN دارد. NaCN: روی می‌تواند بین سطح ۲ تا ۳، بسته به درجه حرارت حمام و میزان روشنایی مورد انتظار باشد. جدول زیر گزینه‌های الکترولیتی معمولی سیانید را که در دمای اتاق استفاده می‌شود، نشان می‌دهد
|              | فلز روی                                | هیدروکسید سدیم                   | سیانید سدیم                                |
| ------------ | -------------------------------------- | -------------------------------- | ------------------------------------------ |
| سیانید کم    | ۶–۱۰ گرم / L (0.8-1.3 اونس / گال)      | ۷۵–۹۰ گرم / L (10-12 اونس / گال) | ۱۰–۲۰ گرم / L 1.3-2.7 اونس / گال)          |
| سیانید متوسط | ۱۵–۲۰ گرم / L (2.0-2.7 اونس / گال)     | ۷۵–۹۰ گرم / L (10-12 اونس / گال) | ۲۵–۴۵ گرم / L (3.4-6.0 اونس / گال)         |
| سیانید بالا  | ۲۵–۳۵ گرم در لیتر (۳٫۴–۴٫۷ اونس / گال) | ۷۵–۹۰ گرم / L (10-12 اونس / گال) | ۸۰–۱۰۰ گرم در لیتر (۱۰٫۷۰–۱۳٫۴ اونس / گال) |

#### الکترولیتهای قلیایی غیر سیانیدی
این الکترولیت‌ها حاوی هیدروکسید روی و سدیم است. در اکثر آن‌ها عوامل افزودنی اختصاصی روشن‌کننده سطح مشابه با حمام‌های سیانید استفاده می‌شوند. اضافه کردن افزودنی‌های آمینی، به بهبود توزیع فلز بین مناطق با شدت جریان بالا و پایین کمک می‌کند. با توجه به کارایی مورد نظر، آبکار می‌تواند بیشترین میزان روی را برای افزایش بهره‌وری یا کمترین میزان روی برای انتقال قدرت بهتر (در مناطق تراکم جریان پایین) انتخاب کند. برای توزیع ایده‌آل فلز، غلظت فلز روی بین 6-14 g/L و سدیم هیدروکسید در 120 g/L باید باشد. اما برای بالاترین بهره‌وری، غلظت فلز روی بین 14-25 g/L و سدیم هیدروکسید120 g/L باید باشد. فرایندهای قلیایی غیر سیانیدی می‌تواند شامل غلظت‌های کم یا زیاد از روی باشند، غلظت‌های زیاد می‌توانند توزیع یکنواخت بهتری مستقل از کم یا زیاد بودن شدت جریان در مقایسه با محلول‌های اسیدی بدهند.

### الکترولیت‌های اسیدی

#### الکترولیت‌های با سرعت بالا
توجه به سرعت بالا در کاربردهایی که در آن کوتاهترین زمان آبکاری بحرانی است هایز اهمیت می‌باشد (به عنوان مثال کویل فولادی). حمام حاوی سولفات روی و کلرید تا حداکثر میزان حلالیت است. اسید بوریک ممکن است به عنوان یک بافر pH یا برای کاهش اثر سوختگی در تراکم‌های جاری بالا استفاده شود. این حمام‌ها حاوی تعداد کمی از یکنواخت کننده‌های دانه می‌باشند. اگر یک مورد استفاده شود، ممکن است سدیم ساخارین باشد.

#### الکترولیت‌های سنتی
این الکترولیت‌های بر اساس آمونیوم کلرید، گزینه‌های امروز شامل آمونیم، پتاسیم یا الکترولیت‌های آمونیوم / پتاسیم مخلوط می‌شوند. غلظت روی بالا باعث افزایش کارایی حمام می‌شود (سرعت آبکاری)، در حالی که سطوح پایین‌تر غلظت توانایی حمام را برای استفاده با شدت جریان پایین بهبود می‌بخشد. به‌طور معمول، غلظت فلز روی بین ۲۰ تا ۵۰ گرم در لیتر (۲٫۷–۶٫۷ اونس / گال) متغیر است. pH بین ۴٫۸ و ۵٫۸ متغیر است. جدول زیر تمام ترکیبات موجود در محلول پتاسیم کلرید را نشان می‌دهد:
| مؤلفه‌های          | ارزش در g / L (oz / gal)         |
| ----------------- | -------------------------------- |
| فلز روی           | ۴۰ گرم در لیتر (۵٫۴ اونس / گال)  |
| کلرید کل          | 125 g / l (۱۶٫۸ اونس / گال)      |
| کلرید روی بدون آب | ۸۰ گرم در لیتر (۱۰٫۷ اونس / گال) |
| کلرید پتاسیم      | ۱۸۰ گرم / لیتر (۲۴٫۱ اونس / گال) |
| اسید بوریک        | ۲۵ گرم / لیتر (۳٫۴ اونس / گال)   |

یکنواخت کننده‌های دانه شامل کتون‌ها و آلدهیدهای محلول می‌باشند. این عوامل روشن‌کننده باید در الکل یا در hydrotrope حل شود. مولکول‌های حاصل همراه با روی تولید می‌شوند تا یک رسوب بسیار روشن ایجاد شود. با این حال، رسوب روشن موجب کاهش جذب کرومات می‌شود. نتیجه باعث کاهش حفاظت در برابر خوردگی است.